# 津島村 (新潟県)
津島村（つしまむら）は、かつて新潟県中蒲原郡にあった村。1901年11月1日の新設合併によって消滅し、現在は新潟市秋葉区の一部となっている。

## 沿革
- 1889年（明治22年）4月1日 - 町村制施行に伴い中蒲原郡程島村、中村、西島村、東島村、古津村、朝日村、割町村、塩谷村、金津村が合併し、津島村が発足。
- 1893年（明治26年）9月8日 - 大字中村・程島が分離し中島村が発足。
- 1901年（明治34年）11月1日 - 中蒲原郡中島村と合併し、金津村となり消滅。

## 地域
津島村は、合併した村名を継承する以下の大字で構成される。
程島（ほどじま）
1889年（明治22年）まであった程島村の区域。現在の新潟市秋葉区程島。
中村（なかむら）

1889年（明治22年）まであった中村の区域。現在の新潟市秋葉区中村。
西島（にしじま）

1889年（明治22年）まであった西島村の区域。現在の新潟市秋葉区西島。
東島（ひがしじま）

1889年（明治22年）まであった東島村の区域。現在の新潟市秋葉区東島。
古津（ふるつ）
1889年（明治22年）まであった古津村の区域。現在の新潟市秋葉区古津。
朝日（あさひ）
1889年（明治22年）まであった朝日村の区域。現在の新潟市秋葉区朝日。
割町（わりまち）

1889年（明治22年）まであった割町村の区域。現在の新潟市秋葉区割町。
塩谷（しおだに）

1889年（明治22年）まであった塩谷村の区域。現在の新潟市秋葉区塩谷。
金津（かなづ）

1889年（明治22年）まであった金津村の区域。現在の新潟市秋葉区金津。
蒲ヶ沢（がわけさわ）

1889年（明治22年）まであった天ヶ沢新田の内字蒲ヶ沢新田の区域。現在の新潟市秋葉区蒲ヶ沢。